# ジョン・健・ヌッツォ
ジョン・健・ヌッツォ（ジョン・けん・ヌッツォ、本名: ジョン・ケン・ヌーゾー、John Ken Nuzzo ）は、アメリカ国籍のテノール歌手。東京都出身。父はイタリア系アメリカ人、母は日本人。元東京音楽大学客員教授。元ICM NY所属。元アミューズ所属。

## 略歴
東京都出身。南カリフォルニア・チャップマン大学音楽部声楽科卒業。
2000年に世界三大歌劇場の一つであるウィーン国立歌劇場でデビューし、新進歌手に贈られるオーストリア芸術新人大賞「エバーハルト・ヴェヒター・メダル」を受賞。ウィーン・フォルクスオーパーにてレナード・バーンスタイン「ウエスト・サイド・ストーリー」、ザルツブルク音楽祭にアレクサンダー・フォン・ツェムリンスキー「カンダウレス王」、ジャック・オッフェンバック「ホフマン物語」で出演するなど、ヨーロッパでの歌手としての地位を確立する。その後、巨匠ジェームズ・レヴァインの招待によりメトロポリタン歌劇場にデビュー。その活動がTBS系TV番組「情熱大陸」にて放映され、日本国内で一躍脚光を浴びる。NHK大河ドラマ「新選組!」のテーマ曲を歌い、NHK紅白歌合戦に2度出場（後述）。天皇・皇后とローマ法皇に歌声を披露した経験をもつほか、MLBやサッカーの国際試合での国歌斉唱もつとめた。2008年、覚せい剤取締法違反の現行犯で警視庁荏原警察署に逮捕された。翌2009年に懲役1年6か月、執行猶予3年の判決が出る。2010年に活動再開。
これまでエディタ・グルベローヴァ、アンジェラ・ゲオルギュー、レナート・ブルゾン、レオ・ヌッチ等と共演。ミュンヘン・フィルハーモニー管弦楽団、NHK交響楽団、東京交響楽団、札幌交響楽団、京都市交響楽団、名古屋フィルハーモニー交響楽団等、国内外のオーケストラへ客演。
2016年には、三大テノールの1人、プラシド・ドミンゴと歌劇「真珠とり」の二重唱や世界的ホルン奏者のラデク・バボラークとベンジャミン・ブリテンの珠玉の名作「テノール、ホルンと弦楽の為のセレナード」の共演に加え、ニューアルバム「イタリアン・アリア」を発売し全国10ヶ所のリサイタルツアーを実施。
2017年、NHKナゴヤニューイヤーコンサートやサントリーホールでジョアキーノ・ロッシーニ「荘厳ミサ曲」に出演、京都市交響楽団「バレンタイン・コンサート」とウィーン楽友協会「UTAU DAIKU」への再出演に加え、台湾と香港でデビュー果たし、アジアでの活動を広げる。その一方でロベルト・シューマン「詩人の恋」をリリースする等、ドイツ歌曲に取り組む。
2018年に、東京芸術劇場での歌劇「真珠とり」、軽井沢大賀ホール春の音楽祭のほか、オール・プッチーニのリサイタルツアーを実施。2019年、サントリーチェンバーミュージック・ガーデンで「美しき水車小屋の娘」のほか、日墺友好150周年記念イヤーに伴うウィーン公演やリサイタルツアーを行う。

## 年譜
| 年     | 主な活動 |
| ------ | --- |
| 1991年 | モーツァルトのオペラ『コジ・ファン・トゥッテ』フェランド役でデビュー |
| 1992年 | ローマ教皇ヨハネ・パウロ2世の前で「人知れぬ涙」（愛の妙薬より）を歌唱 |
| 1993年 | ソニー・ミュージックレコーズ テクノカラオケVo.1「YAH YAH YAH」 Vo.2 「ダーリング」Vol.3「KISS ME」に参加 |
| 1996年 | NINTENDO 64「悪魔城ドラキュラ黙示録外伝 LEGEND OF CORNELL」（1999年12月16日発売）のコーネル役で声優デビュー |
| 1997年 | 第9回日本声楽コンクール第1位 |
| 1998年 | 国際ベルベデーレ・コンクール日本予選最高位（盛岡市開催） |
| 2000年 | ウィーン国立歌劇場の専属歌手としてデビュー NFL 東京ドーム2000セレモニーで米国歌独唱 |
| 2001年 | エバーハルト・ヴェヒター賞受賞 |
| 2002年 | ザルツブルク音楽祭 デビュー 第13回出光音楽賞受賞、第53回NHK紅白歌合戦出場 アン・デア・ウィーン劇場 で開催されたオペラギルド主催ジュゼッペ・ディ・ステファノの功績を讃える会で歌唱 |
| 2003年 | メトロポリタン歌劇場及びミュンヘンデビュー TBS主催で初リサイタルを東京カテドラル・聖マリア大聖堂で開催 |
| 2004年 | 第55回NHK紅白歌合戦出場 第17回JAL音舞台シリーズ 、TBS情熱大陸、TOYOTAマスタープレイヤーズ出演 Morzart「His Life, His Operas」を初全国ツアー実施（全国８カ所） リコー MLB開幕戦セレモニー で国歌独唱 |
| 2006年 | イタリアの歌姫ミルバと全国ツアー実施 「HTB・朝日ジルベスターコンサート」に出演 横浜国際総合競技場 で開催されたサッカー日本代表強化試合（キリンチャレンジカップ）にて国歌独唱 |
| 2007年 | ピッツバーグオペラにてオペラ「愛の妙薬」で主役デビュー 東急ジルベスターコンサート出演 |
| 2008年 | ミルバと2度目の全国ツアー実施 「光源氏 さかさまに行かぬ年月よ」の舞台で東儀秀樹、古澤巌らと共演 オペレッタ「メリー・ウィドウ」（カミーユ・ド・ロジョン役）にて佐渡裕プロデュースオペラシリーズに初出演 11月27日、覚せい剤取締法違反 (覚醒剤所持) の現行犯で逮捕                                        |
| 2009年 | 1月9日、 懲役1年6ヶ月、執行猶予3年の判決が下る |
| 2010年 | トルコ共和国 文化省主催の「3 Tenor」コンサートに出演 |
| 2011年 | 木下グループpresents「Live Under The Tree」シリーズで 古澤巌と共演 橋幸夫、ジュディ・オング、山本リンダ、金沢明子、清水アキラと共に仮設住宅慰問 「全音楽界による音楽会」など、音楽を通じた東日本大震災への復興支援を継続的に取り組む                                                                   |
| 2012年 | TEDxTokyo2012のオープニングで「Nessun Dorma」を熱唱 常陸宮夫妻とジョン・ルース駐日米国大使臨席のアメリカ独立記念日式典で両国歌独唱 |
| 2013年 | 三枝成彰作曲、オペラ「KAMIKAZE〜神風」の初演で主役神崎光司少尉役を熱演 アイリスオーヤマ・クラシックスペシャル オペラ「トスカ」（カヴァラドッシ役）出演 毎日新聞主催「生きる2013」再出演 |
| 2014年 | 歌劇「リゴレット」（マントヴァ公爵役）にて*びわ湖ホール オペラに初主演 歌劇「コジ・ファン・トゥッテ」（フェルランド役）で佐渡裕プロデュースオペラシリーズに再出演 |
| 2015年 | 毎日希望奨学金チャリティコンサートで阿川泰子、日野皓正とジャンルを超えて共演 |
| 2016年 | プラシド・ドミンゴとビゼー「真珠採り」の二重唱を歌い絶賛される 世界的ホルン奏者のラデク・バボラークとブリテンの名作「テノール、ホルンと弦楽のためのセレナード」で共演 日伊国交樹立150周年に「オール・イタリアン」の全国リサイタルツアーを行い、以降毎年実施 初のジャズアルバム「NUZZO JAZZ」をリリース |
| 2017年 | NHKナゴヤニューイヤーコンサート、サントリーホールでロッシーニ「荘厳ミサ曲」出演 「ベートーヴェン ×シューベルト 」歌曲リサイタルツアー実施 New National Concert Hall(國家音樂廳)にて台湾デビュー、Hong Kong City Hall（香港大會堂）にて香港デビュー                                                     |
| 2018年 | プッチーニ 生誕160年を祝し「オール・プッチーニ」」のリサイタルツアーを行う 東京音楽大学客員教授に就任 |
| 2019年 | 日澳友好150周年記念リサイタルツアーVIENNA実施 サントリーホール チェンバーミュージックガーデンにてシューベルト「美しき水車小屋の娘」全曲に挑む |

## 主な受賞歴
| 受賞年 | コンクール                                                   | 受賞位 |
| ------ | ------------------------------------------------------------ | ------ |
| 1985年 | アリタリア 国際声楽コンクール                                | 第2位  |
| 1992年 | ロサンゼルス・ヤングアーティスト声楽コンクール               | 第1位  |
| 1992年 | ロサンゼルス・オペラギルドコンクール ほか                    | 第1位  |
| 1993年 | 第9回日本声楽コンクール                                      | 第1位  |
| 1997年 | NATS「ロサンゼルス・アーティスト・オブ・ザ・イヤー」         | 第1位  |
| 1998年 | 国際ベルベデーレ・コンクール日本予選                         | 最高位 |
| 2001年 | オーストリア芸術新人大賞「エバーハルト・ヴェヒター・メダル」 | 受賞   |
| 2002年 | 第13回出光音楽賞受賞                                         | 受賞   |

## ディスコグラフィ

### アルバム
| 発売日         | タイトル                                                  | レーベル                  |
| -------------- | --------------------------------------------------------- | ------------------------- |
| 2021年4月14日  | Die schöne Müllerin, Op.25, D.795＜抜粋＞                 | フォンテック              |
| 2020年10月7日  | NUZZO meets PUCCINI                                       | フォンテック              |
| 2020年8月17日  | RARE LIVE TRACK 2020                                      | フォンテック(配信限定盤） |
| 2019年5月22日  | BEETHOVEN×SCHUBERT                                        | フォンテック              |
| 2018年3月21日  | セレナータ                                                | フォンテック              |
| 2017年3月8日   | シューマン：詩人の恋Op.48                                 | フォンテック              |
| 2016年11月18日 | NUZZO JAZZ                                                | CVレーベル                |
| 2016年5月11日  | イタリアン・アリア                                        | フォンテック              |
| 2012年6月6日   | 〜Le Grand Amour〜想いの届く日（古澤巌作品ゲスト出演）    | HATS                      |
| 2004年10月27日 | Tenorissimo〜テノリッシモ〜                               | ユニバーサルミュージック  |
| 2004年2月21日  | NHK大河ドラマ「新選組!」オリジナル・サウンドトラック      | ユニバーサルミュージック  |
| 2003年6月11日  | Treasure Voice〜トレジャー・ボイス                        | ユニバーサルミュージック  |
|                | DER RIESE VOM STEINFELD ウィーン国立歌劇場                | ORF                       |
|                | ツェムリンスキー『カンダウレス王』 ザルツブルク音楽祭2002 | ANDANTE                   |
| 2004年3月8日   | ブリテン『ビリー・バッド』 ウィーン国立歌劇場             | ORFEO D'OR                |

### DVD
| 発売日        | タイトル                                             | レーベル                                       |
| ------------- | ---------------------------------------------------- | ---------------------------------------------- |
| 2013年9月18日 | KAMIKAZE〜神風〜 東京文化会館                        | ソニー・ミュージックジャパンインターナショナル |
|               | ヴェルディ「シモン・ボッカネグラ」ウィーン国立歌劇場 | ORF                                            |

## 出演

### CM 出演
- ハウス食品「六甲のおいしい水」（2005年）
- デルモンテ「パスタヴェローチェ」（声のみ）

### NHK紅白歌合戦出場歴
| 年度/放送回               | 回 | 曲目                  | 出演順 | 対戦相手 |
| ------------------------- | -- | --------------------- | ------ | -------- |
| 2002年（平成14年）/第53回 | 初 | マリア                | 09/27  | 鈴木慶江 |
| 2004年（平成16年）/第55回 | 2  | 新選組!メイン・テーマ | 04/28  | 森山良子 |

注意点
- 出演順は「出演順/出場者数」で表す。

### 主なTV出演番組
| 年度   | 番組名 |
| ------ | --- |
| 2019年 | なないろ日和!（＃917）、MX NEWS、徹子の部屋 |
| 2017年 | NHKナゴヤニューイヤーコンサート |
| 2015年 | 関ジャニ∞のTheモーツァルト 音楽王No.1決定戦（魂のルフラン） |
| 2013年 | 感動のスポーツ&エンターテインメントSports of Heart2013 |
| 2012年 | 徹子の部屋 |
| 2007年 | 東急ジルベスターコンサート、朝はビタミン! |
| 2006年 | HTB朝日ジルベスターコンサート、ソロモン流 、ポップジャム デラックス |
| 2005年 | 題名のない音楽会21（40周年記念企画 新春!ウィーン本場オペラ ジョン・健・ヌッツォ） スーパーワールドオーケストラ ポップスコンサート |
| 2004年 | 徹子の部屋、第55回NHK紅白歌合戦、題名のない音楽会21、ニュース23、金曜オンステージ 素敵にショータイム、たけしの誰でもピカソ、英語でしゃべらないと、日本うた絵巻、はなまるマーケット 情熱大陸SPECIAL LIVE SUMMER TIME BONANZA、第17回JAL音舞台シリーズ |
| 2003年 | NHKニューイヤーオペラコンサート、スタジオパークからこんにちは |
| 2002年 | 第53回NHK紅白歌合戦、NHKニューイヤーオペラコンサート ウィーン天使が歌う街 東儀秀樹感動の音楽紀行 |
| 2001年 | 情熱大陸No.186、ORF ウィーン国立歌劇場「BILLY BUDD」 |

### 主なラジオ出演番組
- TBSラジオFM90.5+AM954 コシノジュンコ MASACA（2017年1月）
- J-WAVE ACOUSTIC COUNTY （2017年2月）
- TOKYO FM  坂本美雨 ディア・フレンズ（2016年11月）
- FM Yokohama 84.7  Sunset Breeze（2017年2月）
- InterFM “The Dave Fromm Show”(2012年6月) Music Cafe"Vida TOKIO" （2017年3月）
- FM COCOLO Pacific Oasis (2016年）Night and Day（2017年）

### 声優
- ニンテンドー ゲームキューブ「ブラッディロア・エクストリーム」（シオン役）2002/04/25発売
- PlayStation 2「ブラッディロア3」（シオン役）2001/03/01発売
- NINTENDO 64「悪魔城ドラキュラ黙示録外伝 LEGEND OF CORNELL」（コーネル役）1999/12/16発売

### 国歌斉唱
| 年度   | イベント                                            | 試合                                               | 会場                                                    |
| 2012年 | アイスホッケー                                      | 日韓代表戦                                         | 東伏見アイスアリーナ （ダイドードリンコアイスアリーナ） |
| 2006年 | サッカー日本代表強化試合 （キリンチャレンジカップ） | 日本対ガーナ                                       | 横浜国際総合競技場 （日産スタジアム）                   |
| 2004年 | リコー「MLB開幕戦セレモニー」                       | ニューヨーク・ヤンキース対タイパベイ・デビルレイズ | 東京ドーム                                              |
| 2000年 | NFL 東京ドーム2000                                  | ダラス・カウボーイズ対アトランタ・ファルコンズ     | 東京ドーム                                              |
| ------ | --------------------------------------------------- | -------------------------------------------------- | ------------------------------------------------------- |